# تيم براي
تيم براي هو عالم حاسوب كندي، ولد في 21 يونيو 1955 في كندا.

## وصلات خارجية
- الموقع الرسمي
- تيم براي على موقع إن إن دي بي (الإنجليزية)